# Ättestupa

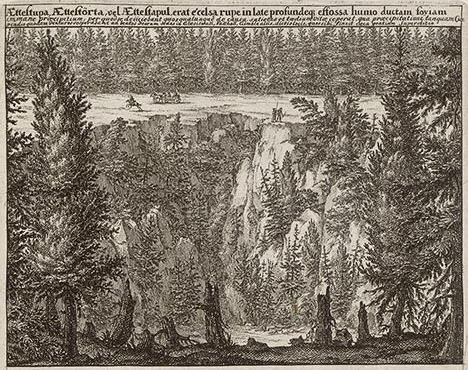
Ättestupa en Västergötland, tiré de Suecia antiqua et hodierna.

Ättestupa est la pratique mythique du géronticide à l'époque de la préhistoire nordique, au cours de laquelle des personnes âgées se seraient ou auraient été jetées à mort. D'après les légendes, cette pratique avait court lorsque les personnes âgées devenaient incapables de subvenir à leurs besoins ou d'aider leur foyer. Bien que de nombreux endroits dans les pays nordiques sont supposés avoir été utilisés comme ättestupa, on pense maintenant que la notion d'ättestupa est un mythe persistant.

## Historique du terme
Les précipices à suicide sont mentionnés dans plusieurs sources de l’Antiquité, par exemple par Procope dans sa description du Heruli du VIe siècle de notre ère. Solinus a écrit sur les heureux hyperboréens du pôle Nord où il fait jour pendant un an et demi entre l’équinoxe vernal et l'équinoxe d'automne, et décrit le climat comme étant si sain que les gens là-bas ne mourraient pas mais se jetaient d'un précipice dans la mer.
En Suède, le terme ättestupa a été redécouvert au XVIIe siècle, lorsque la vieille saga islandaise, Gautreks saga, a été traduite en suédois puis publiée. Elle mentionne le terme Ætternisstapi (« Släktklippan »). La saga est la seule occurrence connue du mot ætternisstapi, ce qui en fait un hapax. Le linguiste suédois Adolf Noreen a commencé à remettre en question le mythe à la fin du XIXe siècle et il est maintenant généralement admis parmi les chercheurs que la pratique des précipices à suicides n’a jamais eu lieu.
Le terme ättestupa a souvent été utilisé à l’époque moderne, dans des contextes politiques, pour souligner à quel point un programme de sécurité sociale insuffisamment financé peut en arriver, en particulier pour les retraités. Dans les années 1960, le programme de radio comique suédois Mosebacke Monarki a présenté satiriquement l'ättestupa, en abrégé ÄTP, comme alternative à l'ATP, une pension versée par l'État.

## Emplacements associés
Plusieurs endroits dans les pays nordiques seraient d'anciens précipices suicides : 
- Le parc Keillers à Göteborg a un précipice appelé Ättestupan ;
- Une partie du village Åby à l' extérieur de Norrköping a été appelé Ättetorp, et dans la forêt voisine il y a un précipice appelé Ättestupan ;
- Précipices à Vargön et à proximité du lac Vristulven dans le Västergötland ;
- Ättestupeberget à Långared (Alingsås kommun, Västergötland) (RT 90: X = 6431606, Y = 1297860) [4]
- Ättestupan à Västra Tunhem (Vänersborgs kommun, Västergötland) (RT 90: X = 6474997, Y = 1301199) [4] ;
- Kullberget à Hällefors (Örebro län) est appelé localement « ättestupan » ;
- Olofströms kommun entre Olofström - Gaslunda, au bord du lac Orlunden ;
- Les falaises occidentales d'Omberg à Östergötland seraient des ättestupa.

## Représentations dans la culture moderne

### Séries télévisées
- Dans l'épisode 1 de Norsemen, une série télévisée norvégienne de 2016 sur un groupe de Vikings vivant dans le village de Norheim vers l'an 790 montre une représentation comique de cette pratique. Un certain nombre d'hommes plus âgés qui sont censés exécuter l'ättestupa refusent de le faire après avoir été témoins des résultats obtenus après le premier homme en ligne.

### Films
- Dans le film Midsommar, les protagonistes assistent à une ättestupa.